# Kuvajtske muhafaze
Kuvajt je podijeljen na šest muhafaza, a muhafaze su dalje podijeljene na distrikte.
| Hawalli | 84     | 213.025   |
| Al Asimah (središte) | 5.120  | 232.727   |
| Al Farwaniyah | 190    | 224.535   |
| Al Jahra | 12.130 | 167.404   |
| Ahmadi | 5.120  | 262.178   |
| Mubarak Al-Kabeer | 94     | 142.374   |
| Ukupno | 17.818 | 1.242.499 |
| Izvor: Popis stanovništva 2013. - Javna uprava državne informacije statističko izvješće Arhivirana inačica izvorne stranice od 13. ožujka 2014. (Wayback Machine) |        |           |